# Jan Jacob van Dijk
Jan Jacob van Dijk (ur. 5 września 1964 w Buitenpost) – holenderski polityk, politolog i samorządowiec, poseł do Tweede Kamer.

## Życiorys
W 1989 ukończył politologię na Vrije Universiteit Amsterdam. Na tej samej uczelni studiował historię, a na Universiteit van Amsterdam europeistykę, nie kończąc tych kierunków. Od 1989 pracował na różnych stanowiskach w federacji chrześcijańskich związków zawodowych Christelijk Nationaal Vakverbond (CNV). W 2000 na VU w Amsterdamie doktoryzował się na podstawie pracy zatytułowanej Als de Heere het huis niet bouwt... Een beeld van de geschiedenis van de Hout- en Bouwbond CNV 1900–2000. Został nauczycielem akademickim na tej uczelni.
W 1988 wstąpił do Apelu Chrześcijańsko-Demokratycznego. Od 1998 do 2002 był radnym miejskim w Culemborgu, następnie do 2010 posłem do Tweede Kamer, niższej izby Stanów Generalnych. Jako zastępca członka reprezentował tę izbę w Konwencie Europejskim. W 2011 wybrany do stanów prowincjonalnych Geldrii, został następnie członkiem zarządu tej prowincji (Gedeputeerde Staten) odpowiedzialnym m.in. za rolnictwo, gospodarkę i energetykę.
Odznaczony Orderem Oranje-Nassau VI klasy (2015).

## Publikacje
- Door geweld gedwongen. Het CNV in oorlogstijd (współautor z Paulen Werkmanem, 1995)
- Werknemers contra werknemers? 25 jaar ondernemingsraad bij het CNV: geschiedenis, feiten en anekdotes (1997)
- Saamgesnoerd door eenen band; een eeuw Hout- en Bouwbond CNV 1900–2000 (2000)
- Als de Heere het huis niet bouwt... Een beeld van de geschiedenis van de Hout- en Bouwbond CNV 1900–2000 (dysertacja, 2000)
- Strategie of eigen weg. De geschiedenis van de ACOM 1902–2002 (2002)
- Bouwers en bouwstenen. Naar een nieuwe christelijke sociale beweging (przemówienie, 2005)
- Adriaan Borst Pzn. (1888–1967). Principieel pragmaticus met een lange adem (2006)
- Verbindend bouwen. Over solidariteit en verzorgingsstaat (red., 2008)
- Louw de Graaf (1930). Een christen radicaal in een rechts kabinet (2009)
- It's trust, stupid. Over vertrouwen (red., 2009)
- Daarom doen we het zo. Over publieke moraal (red., 2010)